# Doriclo
Doriclo o Doricle è un eroe minore della mitologia greca. 
Appare nell'Iliade, in occasione della sua morte, nel Libro XI.
Figlio illegittmo di Priamo, combatté nelle file dell'esercito impegnato alla difesa delle mura della città di Troia durante il lungo assedio.
Fu assassinato da Aiace Telamonio, definito nel poema il “più alto tra gli achei”.
(Iliade, libro XI)